# Hamid Aboutalebi

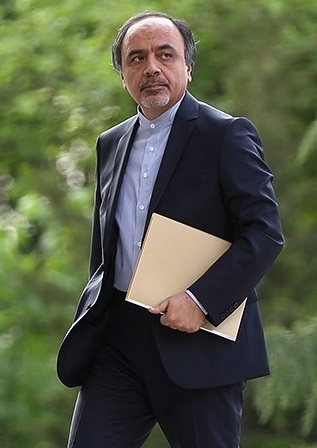
Hamid Aboutalebi

Hamid Aboutalebi oder Abutalebi (persisch حمید ابوطالبی anhörenⓘ) ist ein iranischer Diplomat. Er war in Australien, Belgien, Italien und bei der Europäischen Union Botschafter für den Iran. Zurzeit ist er der designierte Ständige Vertreter bei den Vereinten Nationen in New York. Dieser Umstand hat bei republikanischen Politikern für Empörung gesorgt, da er an der Geiselnahme von Teheran beteiligt gewesen sein soll. Sie forderten, dass man seine Einreise verweigert, jedoch hat das Außenministerium der Vereinigten Staaten einer solchen Forderung eine Absage erteilt, da man grundsätzlich UN-Diplomaten gewähren lässt. Aboutalebi erklärte, er habe nur eine minimale Rolle in der Geiselnahme gespielt. Laut Angaben in Daily Telegraph vom 9. April 2014 soll Hamid Aboutalebi an der Ermordung des ehemaligen iranischen Botschafters am Heiligen Stuhl beteiligt gewesen sein, die am 16. März 1993 im Auftrag der iranischen Regierung in Rom ausgeführt wurde.